# Директива 2006/116/ЕС
Директива 2006/116/EC Европейского парламента и Совета от 12 декабря 2006 года о сроке охраны авторских и некоторых смежных прав  представляет собой свод положений Директивы по гармонизации срока охраны авторского права в ЕС, включающий все поправки, внесенные до 2006 года включительно. Директива заменяет текст предыдущей директивы Совета 93/98/EC от 29 октября 1993 года.
Принятая 27 сентября 2011 года Директива Европейского парламента и Совета 2011/77/EC частично меняет положения Директивы 2006/116/EС о сроках охраны авторских прав и определенных смежных прав. Замена коснулась срока охраны музыкального произведения в 70 лет, конкретизированы для произведений зафиксированных в виде фонограммы — 50 лет и не являющихся фонограммами — 70 лет.

## История
Одним из важных решением, послужившим основанием для принятия Директивы 2006/116/EC о согласовании сроков защиты авторских и смежных прав явилось решение Суда ЕС по делу «EMI v. Electrola». В судебном решении по этому делу Суд высказал свою принципиальную точку зрения: объект авторского права, не обремененный лицензией владельца авторских прав, может свободно распространяться в другом государстве-члене только по истечении периода его правовой охраны в государстве распространения.
До издания Директивы о сроках в национальных законодательствах государств-членов разные государства устанавливали разные сроки действия авторского права. Директива 2006/116/ЕС установила унификацию таких сроков защиты, указав, что произведение пользуется правовой охраной на протяжении всей жизни автора и в течение 70 лет после его смерти. согласно Директиве, срок действия авторского права теперь начинает течь одновременно во всех государствах-членах, с 1 января года, следующего за датой создания ил обнародования произведения.

## Положения директивы
Директива 2006/116/ЕС представляет собой развитие Директивы 93/98/EC по срокам охраны авторского права и Директивы 2001/29/EC, касающейся гармонизации некоторых аспектов авторского права и смежных прав в информационном обществе.
Директива устанавливает права автора литературного или художественного произведения на срок в течение жизни автора и 70 лет после его смерти, независимо от даты, когда работа опубликована. Срок защиты кинематографических или аудиовизуальных произведений истекает через 70 лет после смерти последнего из авторов. Права производителей фонограмм истекает через 50 лет после фиксации произведения. Государства-члены могут защищать научные работы, которые вошли в общественное достояние установкой максимального срока защиты в 30 лет с момента публикации.
Что касается защиты фотографий — они защищены на 70 лет в соответствии со статьей 1 Директивы. При этом фотография должна быть оригинальной в том смысле, что она является результатом интеллектуального творчества автора.
Срок действия не применяется к личным не имущественным правам.

## Структура Директивы 2006/116/EC
- Статья 1 (срок действия авторского права)
- Статья 2 (фильмы или аудиовизуальные произведения)
- Статья 3 (срок действия смежных прав)
- Статья 4 (защита ранее неопубликованных работ)
- Статья 5 (важные и научные публикации)
- Статья 6 (защита фотографий)
- Статья 7 (защита в отношении третьих стран)
- Статья 8 (расчет сроков)
- Статья 9 (моральные права)
- Статья 10 (применение в течение долгого времени)
- Статья 11 (регистрация и уведомление)
- Статья 12 (отмены)
- Статья 13 (вступление в силу)
- Статья 14 (адресаты)

- - ПРИЛОЖЕНИЕ I

- ЧАСТЬ А (исключена директива с поправкой)
- ЧАСТЬ Б (сроки транспозиции в национальном законодательстве)

- - ПРИЛОЖЕНИЕ II (Корреляционная таблица)